# Peter Harkort (Unternehmer, 1820)
Peter Harkort (* 26. September 1820 auf Gut Schede; † 25. Mai 1888 ebenda) war ein deutscher Unternehmer und Abgeordneter aus der Unternehmerfamilie Harkort.

## Herkunft und Leben
Harkort war der Sohn des Unternehmers Peter Harkort (1786–1822) und dessen Ehefrau Christiane Harkort geb. Wille (1794–1873). Er war evangelischer Konfession und heiratete Wilhelmine geb. Brügelmann (1833–1919).
Er war Hammerwerks- und Gutsbesitzer. Die Gesellschaft Peter Harkort & Sohn spezialisierte sich ab 1843 auf die Herstellung von Zementstahl. Im Jahr 1851 wurde ein Walzwerk errichtet. In der Gründerkrise geriet das Unternehmen in Schwierigkeiten und wurde kurzzeitig (1873–1876) in die Aktiengesellschaft Schöntaler Stahl- und Eisenwerke umgewandelt.
Von 1861 bis 1864 und nochmals 1885 war Harkort für den Wahlbezirk Mark und die Kollektivstädte des Kreises Hagen Abgeordneter im Provinziallandtag der Provinz Westfalen. Er trat 1864 dem Verein Deutscher Ingenieure (VDI) und dem Westfälischen Bezirksverein des VDI bei.
Er wurde – wie auch seine Eltern – in der Erbbegräbnisstätte Harkort beigesetzt.